# Дуттьова свердловина
Дуттьова свердловина (рос. дутьевая скважина, англ. draught well, нім. Luftzufuhrbohrloch n, Bohrloch n zur Vergasungsmittelzufuhr f; Bohrloch n für die Einleitung f der Luft f bzw., eines Luft-Wasserdampfgemisches n) — свердловина, призначена для подачі газоподібних газифікуючих агентів (дуття) в поклад корисної копалини при його газифікації. Діаметр Д.с. вибирають в залежності від інтенсивності дуття (при дутті 3-16 тис. м3/год. оптимальний діаметр Д.с. — 250—300 мм).